# 綿抜豊昭
綿抜 豊昭（わたぬき とよあき、1958年8月21日 - ）は、日本の日本近世文学研究者。筑波大学教授。

## 人物
東京都生まれ。1981年中央大学文学部卒業。1988年同大学院博士後期課程単位取得退学。2000年「近世前期猪苗代家の研究」で中央大学より文学博士の学位を取得。図書館情報大学助教授を経て、大学統合により現職に就く。

## 著書
- 『越中の中世文学』桂書房 1991
- 『富山県立図書館所蔵和漢書覚え書』桂書房 1992
- 『近世越中和歌・連歌作者とその周辺』桂書房 1998
- 『近世前期猪苗代家の研究』新典社 1998
- 『「膝栗毛」はなぜ愛されたか 糞味噌な江戸人たち』講談社選書メチエ　2004
- 『図書館文化史』学文社（図書館情報学シリーズ）2006
- 『連歌とは何か』講談社選書メチエ　2006
- 『松尾芭蕉とその門流 加賀小松の場合』筑波大学出版会 2008
- 『礼法を伝えた男たち』新典社新書 2009
- 『戦国武将の歌』コレクション日本歌人選　笠間書院  2011
- 『江戸庶民のカルチャー事情』NHK出版 NHKカルチャーラジオ 文学の世界 2012
- 『江戸の恋文　言い寄る、口説く、ものにする』平凡社新書、2014
- 『戦国武将と連歌師 乱世のインテリジェンス』平凡社新書 2014
- 『図書・図書館史』学文社 ライブラリー図書館情報学 2014
- 『近世武家社会と連歌』勉誠出版, 2019
- 『越中・能登・加賀の原風景 『俳諧白嶺集』を読む』(桂新書 桂書房, 2019
- 『明智光秀の近世 狂句作者は光秀をどう詠んだか』(桂新書 桂書房, 2019

### 共著編
- 『越中の連歌』（編）桂書房 1992
- 『佐々成政物語 絵本太閤記より』広瀬誠共編 桂書房 1996
- 『越中の歌枕』長崎健、岡本聡共編 桂新書 1997
- 『近世の源氏絵』（編）桂書房 2002
- 『近代日本礼儀作法書誌事典』陶智子共編 柏書房 2006
- 『絵で見る明治・大正礼儀作法事典』陶智子共編著 柏書房 2007
- 『図書館資料論』川瀬康子、笠原好美共著 桂書房 2008
- 『文献選集近代日本の礼儀作法 昭和編』全5巻『大正編』全5巻『明治編』全5巻　陶智子と監修 日本図書センター 2008
- 『〈加賀料理〉考』陶智子、笠原好美共編 桂書房 2009
- 『高齢社会につなぐ図書館の役割 高齢者の知的欲求と余暇を受け入れる試み』溝上智恵子,呑海沙織共編著 学文社 2012
- 『包丁侍舟木伝内 加賀百万石のお抱え料理人』陶智子共著 平凡社　2013

### 編著・校訂など
- 臼田葉山『小倉和歌百首註尺』菊地明範共編 桂書房 1990
- 『竜沢公御随筆』前田利保 桂書房 1994
- 『百人一首集』1-2　桂書房 1995-2003
- 『新刻聚玉百人一首』桂書房 1998
- 『伊達政宗公集』岡本聡共編 古典文庫 1998
- 『伊勢物語披雲』五十嵐篤好 金井利浩,綿抜校 桂書房 2008

## 論文
- ＜綿抜豊昭